# John Cotton

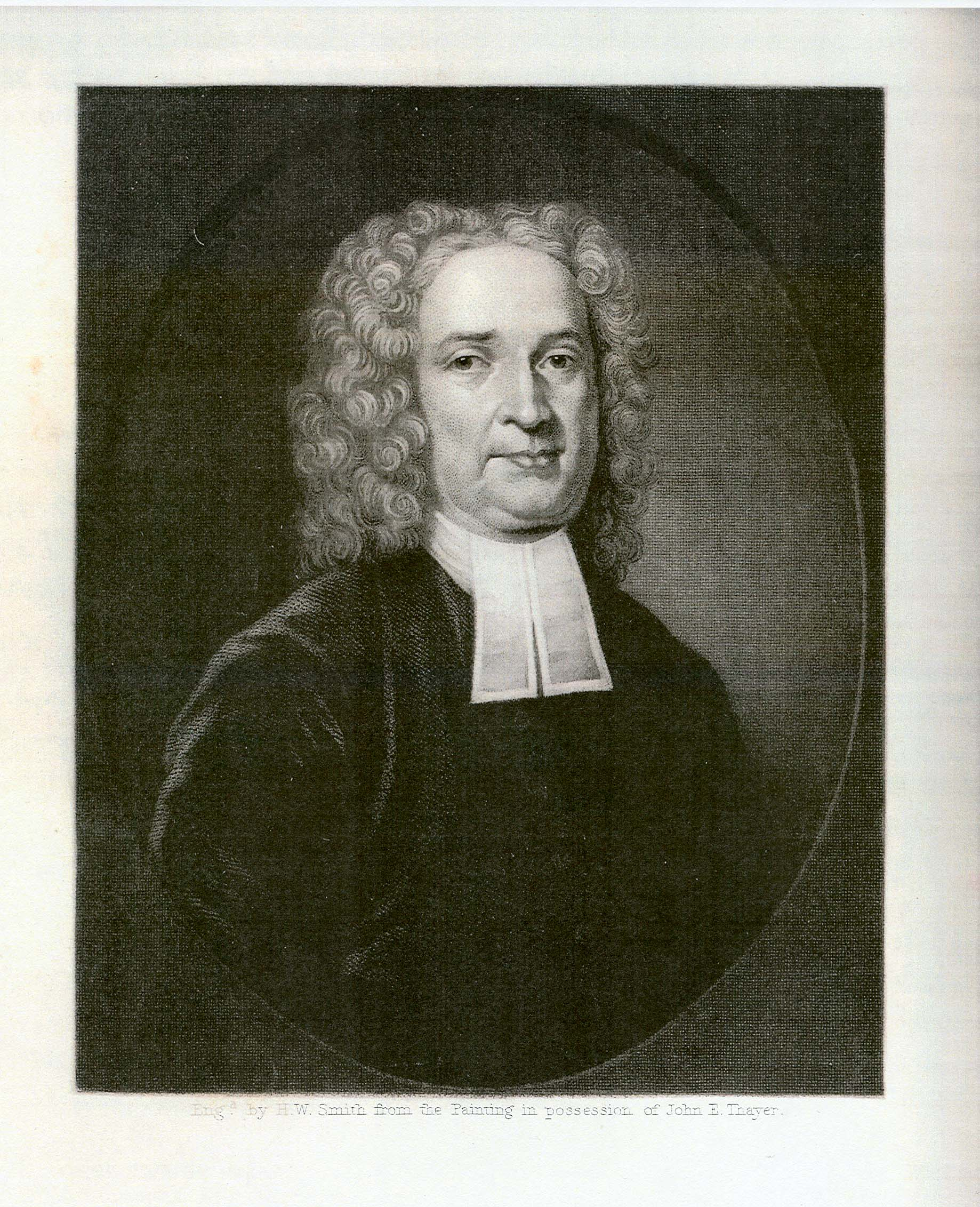
John Cotton

John Cotton (* 4. Dezember 1585 in Derby, Derbyshire, England; † 23. Dezember 1652 in Boston, Massachusetts, Neuengland) war ein englischer anglikanischer Geistlicher, Theologe und ab 1633 einer der führenden Köpfe der ersten Puritanergeneration und einer der Vordenker und Begründer des Kongregationalismus in Boston, in der Massachusetts Bay Colony und in ganz Neuengland.

## Leben und Werk
Cotton war ein Sohn des Rechtsanwalts Rowland Cotton und von Mary Hubert, die insgesamt vier Kinder hatten. Er besuchte zunächst die Schule in Derby. Bereits im Alter von 13 Jahren wurde er zum Studium auf das Trinity College in Cambridge geschickt und machte seinen Master-Abschluss 1603. Während seiner Studienzeit wurde er stark vom Puritanismus geprägt. Er studierte weiter, lehrte am Emmanuel College, wurde dort Dekan und erhielt im Jahr 1613 seinen Bachelor of Divinity. Ein Jahr zuvor wurde er Vikar der Kirche St. Botolph in Boston in Lincolnshire und in dieser Funktion einer der einflussreichsten puritanischen Prediger in ganz England, der die absolute Gnade Gottes (engl.: absolutly grace) betonte. Vor der Abreise von John Winthrop und seinem Gefolge in Southampton im Jahr 1630 verfasste er die berühmte Predigt Gods Promise to His Plantation und hielt sie auf dem Hafenquai. Zwei Jahre später wurde Cotton wegen seiner von der anglikanischen Lehre abweichenden Predigten vor ein Gericht zitiert. Der drohenden Verurteilung entzog er sich, indem er sich zuerst versteckte und dann in die gerade erst gegründete englische Kolonie Massachusetts in Nordamerika absetzte, wo er am 3. September 1633 den Hafen von Boston erreichte. Der Konflikt der Puritaner mit der anglikanischen Amtskirche eskalierte nach der Ernennung William Lauds zum Erzbischof von Canterbury im Jahr 1633.
Cotton war bereits vom 30. September 1633 und dann bis zu seinem Tod 1652 neben John Wilson Prediger an der First Church of Boston. Dabei wurde er neben John Winthrop, Thomas Hooker und Thomas Shepard zu einem der einflussreichsten Würdenträger der Kolonie und bestimmte so bis zu seinem Tod den Werdegang Neuenglands in religiösen wie in weltlichen Dingen entscheidend mit. Cotton verfocht einen ausgesprochen konservativen, strengen und staatstreuen Puritanismus. So war er mit John Winthrop im Oktober 1635 federführend bei der Verbannung des Geistlichen Roger Williams, dem späteren Gründer des amerikanischen Baptismus und der Kolonie von Rhode Island. Im November 1637 war er in Cambridge mitentscheidend bei der gerichtlichen Verurteilung und Verbannung der dissidenten geistlichen Führerin Anne Hutchinson, die mit ihrem Mann viele Jahre seine Zuhörer und Anhänger in England gewesen waren, und die er anfänglich noch verteidigt hatte.
Cotton war einer der gebildetsten Puritaner seiner Zeit und veröffentlichte eine beachtliche Anzahl theologischer Traktate und Predigten. Sein 1646 verfasster Katechismus Milk for Babes drawn out of the Breasts of both Testaments war über Jahrzehnte hinweg in Gebrauch. Seine kirchengeschichtliche Abhandlung 1645 The Way of the Churches of Christ in New England ist eine der wichtigsten historischen Quellen des neuenglischen Puritanismus. 1648 verfasste er mit Richard Mather und Ralph Partridge eine kongregationalistische Kirchenordnung, die von den puritanischen Kirchen Neuenglands übernommen wurde. Er war der erste amerikanische Theologe, welcher die Bundestheologie stark vertrat und überzeugend darlegen konnte.

## Familie
Im Juli 1613 heiratete Cotton Elizabeth Horrocks in Balsham in Cambridgeshire, die 1631 kinderlos an den Folgen von Malaria starb. Am 25. April 1632 heiratete er die Witwe Deborah Hawkridge Story. Als dritte Frau ist Sarah Mather überliefert und es sind zwölf Kinder bekannt.

## Schriften
- Gods Promise to His Plantation, 1630.
- The Whole Book of Psalmes Faithfully Translated into English Meter, 1640.
- Sixteen Questions of Serious and Necessary Consequences Propounded unto Mr. John Cotton with His Answers, 1644 (Antworten auf Anne Hutchinson).
- The Bloudy Tennent Washed and Made White in the Bloud of the Lambe, 1644 (Debatten mit Roger Williams).
- The Keyes of the Kingdom of Heaven, 1644
- The Way of the Churches of Christ in New England, 1645.
- The Controversie concerning Liberty of Conscience in Matters of Religion, 1646 und 1649 (Debatten mit Roger Williams).
- Milk for Babes, Drawn out of the Breasts of Both Testaments, Katechismus 1646.
- The Way of Congregational Churches Cleared, 1648.